# غورنيا سلابنيكا
غورنيا سلابنيكا (السيريلية : Горња Слапница) هي قرية في البوسنة والهرسك. وهي تقع في بلدية فليكا كلادوشا التابعة لكانتون يونا-سانا في اتحاد البوسنة والهرسك. طبقا لنتائج التعداد السكاني للبوسنة عام 2013، فقد كان عدد سكانها 625 نسمة.

## التركيبة السكانية

### التطور التاريخي للسكان
| 1961 | 1971 | 1981 | 1991 | 2013 |
| ---- | ---- | ---- | ---- | ---- |
| 473  | 626  | 726  | 850  | 625  |

## وصلات خارجية
- (بالإنجليزية) Maplandia